# Kuggskärning
Kuggskärning är processen som används vid tillverkningen av ett kugghjul. De vanligaste processerna omfattar fräsning, driftning och maskinbearbetning; andra processer omfattar formning, smidning, strängpressning, gjutning och pulvermetallurgi. Redskap är vanligen gjorda av metall, plast och trä.

## Driftning (brotschning)
För mycket stora drev eller splines, används en vertikal dragbrotsch. Den består av en vertikal skena som bär en entandsskärare formad för att skapa ”tandformen”. Ett roterande bord och en Y-axel är de vanligaste axlar som finns tillgängliga. Vissa maskiner kommer att skära ned till ett djup på Y-axeln och indexera det roterande bordet automatiskt. De största kuggarna produceras på dessa maskiner.
Övrig bearbetning såsom driftning fungerar särskilt bra för att skära tänder på insidan. Nackdelen med detta är att det är dyrt, och det krävs olikartade dragbrotschar för att konstruera olika storlekar av kugghjul. Därför används det oftast i mycket stora produktionsserier. 

## Avrullningsfräsning
Avrullningsfräsning, eller kuggfräsning, (på engelska hobbing) är en metod där man använder en snäckfräs (även kallat avrullningsfräs) för att skära tänder på ett ämne. Skäraren och ämnet roteras samtidigt för att överföra hobprofilen på det. Snäckfräsen måste rotera ett varv för att skapa varje tand på kugghjulet. Används väldigt ofta för alla slags storlekar av serier, men fungerar bäst för medelhöga till höga serier.

## Maskinbearbetning
En kugg kan skäras eller slipas på en fräsmaskin eller arborrare vid användning av en numrerad växelskärare, och något indexeringshuvud eller roterande bord. Numret på växelskäraren bestäms av antalet av tänder på redskapet som ska tas ut. 
Vid tillverkning av en spiralformad växel på en manuell maskin, måste en fixturindexering användas. Fixturindexeringen kan lösgöra masken och bifogas via en extern växel till maskinbordets handtag (som en powerfeed). Så det fungerar på samma sätt som en vagn på en svarv. Samtidigt som bordet rör sig på x-axeln, kommer fixturen rotera i ett fast förhållande med tabellen. Indexeringsfixtur har fått sitt namn från det ursprungliga syftet med verktyget: flyttar tabellen i exakta, fasta steg. Om indexeringsmasken inte är frikopplad från bordet, kan man flytta på bordet på ett mycket kontrollerat sätt via indexeringsfatet för att skapa linjära rörelser med bra precision. 
Det finns några olika typer av fräsar som används vid tillverkning av redskap. Ena är en rackformare. De är raka och går i en riktning som tangerar de redskap, medan man fixar kugghjulet. De har sex till tolv tänder och så småningom måste flyttas tillbaka till utgångspunkten för att börja en ny skärning. 
Ett populärt sätt att bygga kugghjul är i formskärning. Detta görs genom att ta nytt redskap och rotera en skärare, med önskat tand mönster, runt dess periferi. Detta säkerställer att redskapet kommer att passa när processen är klar.

## Formning
Den gamla metoden med kuggslipning innebär att man monterar en bit material i en formgivare och använda ett verktyg formad i profil av tanden som ska skäras ut. Denna metod fungerar även för skärning av inre bomförband (splines).
Ett annat alternativ är att använda en pinion-formad fräs som används i en kuggformarmaskin. Det är i grunden när en skärmaskin som liknar ett kugghjul klipper ut material. Skäraren och materialet måste ha en roterande axel parallellt med varandra. Denna process fungerar bra för låga och höga serier.

## Efterbehandling
Efter att ha klippt ut redskapet behandlas det med skavning, slipning, polering, honing och läppning.